# Samuel Neilson
Samuel Neilson (17 septembre 1761 - 29 août 1803) est un homme d'affaires, journaliste et homme politique irlandais. Il est un des membres fondateurs de la Society of United Irishmen ainsi que de son journal, le Northern Star . À l'instar de nombreux autres protestants de Belfast, la Révolution française a radicalisé ses positions. Il est arrêté en 1797 et le Northern Star est dissout par les autorités irlandaises. Emprisonné en 1798, il ne prend aucune part à la rébellion manquée de cette année-là. Il s'exile par la suite aux États-Unis, où il meurt de la fièvre jaune.

## Origine
Neilson naît à Ballyroney, dans le comté de Down dans le nord de l'Irlande. Deuxième des cinq fils d'Alexander, un pasteur presbytérien, et d'Agnes Neilson, il est un ainsi considéré comme un « fils du presbytère ». Il est éduqué localement, mais à l'instar de beaucoup de ses contemporains, Neilson est influencé par la pensée whig et les Lumières écossaises. À seize ans, Neilson est envoyé comme apprenti chez son frère aîné John qui travaille dans le secteur de la draperie de laine à Belfast. À l'âge de vingt-quatre ans, il crée sa propre entreprise dans la ville.

## Membre des Irlandais unis
Malgré ses succès dans le commerce, Neilson est attiré par la politique et avait déjà auparavant été membre du mouvement réformiste des Volontaires. En 1790, il sert comme agent électoral de Robert Stewart, futur Lord Castlereagh, lorsque ce-dernier se présente avec succès pour la circonscription de Down au Parlement irlandais.
En 1791, inspiré par la Révolution française, il suggère à Henry Joy McCracken la création d'une société politique réunissant des Irlandais de toutes les confessions religieuses. Il participe à la fondation des Irlandais unis à Belfast (à l'origine une société quasi-maçonnique). Il est également un des fondateurs des Dublin United Irishmen, qui fonctionne plus largement comme un club politique. Son soutien inconditionnel à la Révolution française lui vaut d'être surnommé "le Jacobin " par son ami et associé Wolfe Tone .
En 1792, il fonde le journal des Irlandais unis, le Northern Star, qui le mène rapidement à la faillite. En sa qualité de rédacteur en chef, Neilson est une cible de premier plan pour les autorités et est plusieurs fois poursuivi pour diffamation, et emprisonné à deux reprises entre 1796 et 1798. Quand la guerre éclate entre la Grande-Bretagne et la France en 1793, les Irlandais unis prennent part à des actions militaires pour tenter de libérer l'Irlande du contrôle de la Grande-Bretagne tandis que les Anglais sont occupés à combattre les Français. Recevant de l'aide de la part de la France, les Irlandais unis commencent à mener une guerre contre la Grande-Bretagne pour libérer l'Irlande du joug anglais. Neilson est un élément moteur sur le terrain en Irlande, en aidant notamment à former des groupes de soldats irlandais.

## Plans pour la rébellion
Avec plusieurs autres "prisonniers d'État" (emprisonnés indéfiniment sans charge), Neilson est relâché en février 1798 pour raison de mauvaise santé et après plusieurs pétitions lancées par des amis influents. Aussitôt libéré, il s'engage activement aux côtés des Irlandais unis, s'alignant sur les positions des dirigeants radicaux, lesquels font pression pour une rébellion immédiate et s'opposent aux modérés qui souhaitent attendre l'aide française avant d'agir.
La Société des Irlandais unis est cependant fortement infiltrée par des informateurs à la solde des anglais, parmi lesquels Thomas Reynolds, qui rapportent les informations obtenues dans les réunions et lors de discussions au château de Dublin. En mars 1798, la nouvelle d'une réunion de l'exécutif des Irlandais unis à la maison d'Oliver Bond mène à l'arrestation de la plupart de ses dirigeants. Neilson et Lord Edward Fitzgerald sont alors les seules figures de premier rang encore en liberté. Tous deux s'accordent pour passer à l'action le plus rapidement possible et fixent au 23 mai le début de la rébellion.

## Arrestation
Alors que ladite date se rapproche, les autorités travaillent ardemment à l'arrestation des derniers membres dirigeants de l'organisation indépendantiste. Le 18 mai, le lieu de cachette de Lord Edward est révélé, ce-dernier, tentant de résister aux autorités, est grièvement blessé au cours de son arrestation. Neilson est alors chargé de finaliser les plans de la rébellion à venir. Jugeant que Lord Edward est une figure importante dont il ne peut se passer, il décide de tenter une opération pour sortir ce dernier de la prison de Newgate à Dublin. Craignant une trahison s'il partage trop tôt ses plans, Neilson part lui-même en reconnaissance à la prison mais est repéré par un de ses anciens geôliers et, après un âpre combat, est emprisonné. 

## Emprisonnement et exil
Neilson est inculpé pour haute trahison et est détenu à la prison de Kilmainham avec d'autres "prisonniers d'État" pendant toute la durée de la rébellion manquée. Après les exécutions de John et Henry Sheares, Neilson et le reste des prisonniers acceptent de fournir aux autorités, en échange d'une commutation de leur peine en exil, des détails sur l'organisation des Irlandais unis ainsi que de les plans de la rébellion.
À la suite de la répression de la rébellion, Neilson est transféré à Fort George dans le comté d'Inverness, en Écosse. En 1802, il est déporté aux Pays-Bas, et se rend ensuite en Amérique où il arrive en décembre 1802. Neilson pensait pouvoir faire revivre le Northern Star et faire venir sa famille d'Irlande mais une épidémie de fièvre jaune frappe la ville en août 1803 et met un terme à ses projets. Il est tombe malade en remontant la rivière Hudson et arrive à Poughkeepsie le dimanche 28 août. Il y meurt le lendemain matin.